# Schotia
Schotia es un género de plantas fanerógamas en la familia de las legumbres, Fabaceae. Pertenece a la subfamilia Caesalpinioideae. Se encuentra en África meridional. El género fue nombrado en honor de Richard van der Schot por Jacquin quien fue el director de los Jardines Imperiales en el Palacio de Schönbrunn, Viena. Van der Schot fue su principal jardinero.

## Algunasespecies
- Schotia brachypetala Sond.
- Schotia fischeri (Taub.) Harms
- Schotia latifolia Jacq.
- Schotia parvifolia Dehnh.